# Columbella aureomexicana
Columbella aureomexicana is een slakkensoort uit de familie van de Columbellidae. De wetenschappelijke naam van de soort is voor het eerst geldig gepubliceerd in 1963 door Howard.